# Тмутороканське князівство
Тмуторока́нське кня́зівство — прийняте в історіографії найменування «заморського володіння» Київської Русі з центром у місті Тмуторокань. Існувало у Х—ХІ ст. Ймовірно, займало частину сучасного Таманського півострова (Росія, Краснодарський край), який у минулому становив групу островів, утворених рукавами Кубанської дельти. Гіпотеза про те, що до князівства деякий час належав також Корчев (Керч), не підтверджується джерелами. Питання про час і обставини переходу Тмуторокані під владу Русі є дискусійним. Одні історики вважають, що це сталося в 965—968 роках, після розгрому Святославом Ігоровичем Хозарського каганату, який до того володів Тмутораканню (однак джерела про це мовчать); за іншою версією — Тмуторокань стала руською за князювання Володимира Святославича, який згідно з «Повістю временних літ» посадив 988 року в ній свого сина Мстислава Володимировича. Останнім руським князем Тмуторокані був Олег Святославич. Після 1094 року Тмуторокань зникає зі сторінок руських літописів; ймовірно, вона перейшла під владу візантійського імператора Олексія I Комніна.
Сам термін «Тмутороканське князівство» є умовним. Населення Тмутороканні було переважно неслов'янським (греки, хозари, касоги, алани), а вона сама була відрізана від основних земель Русі українськими степами, в яких панували кочовики. Руські князі Тмуторокані спиралися лише на власне оточення й не могли поширити на всю Тмуторокань свою системи влади, суду і збирання данини. Тому точнішим здається говорити не про князівство, а про руський центр влади в Північному Причорномор'ї.

## Історія

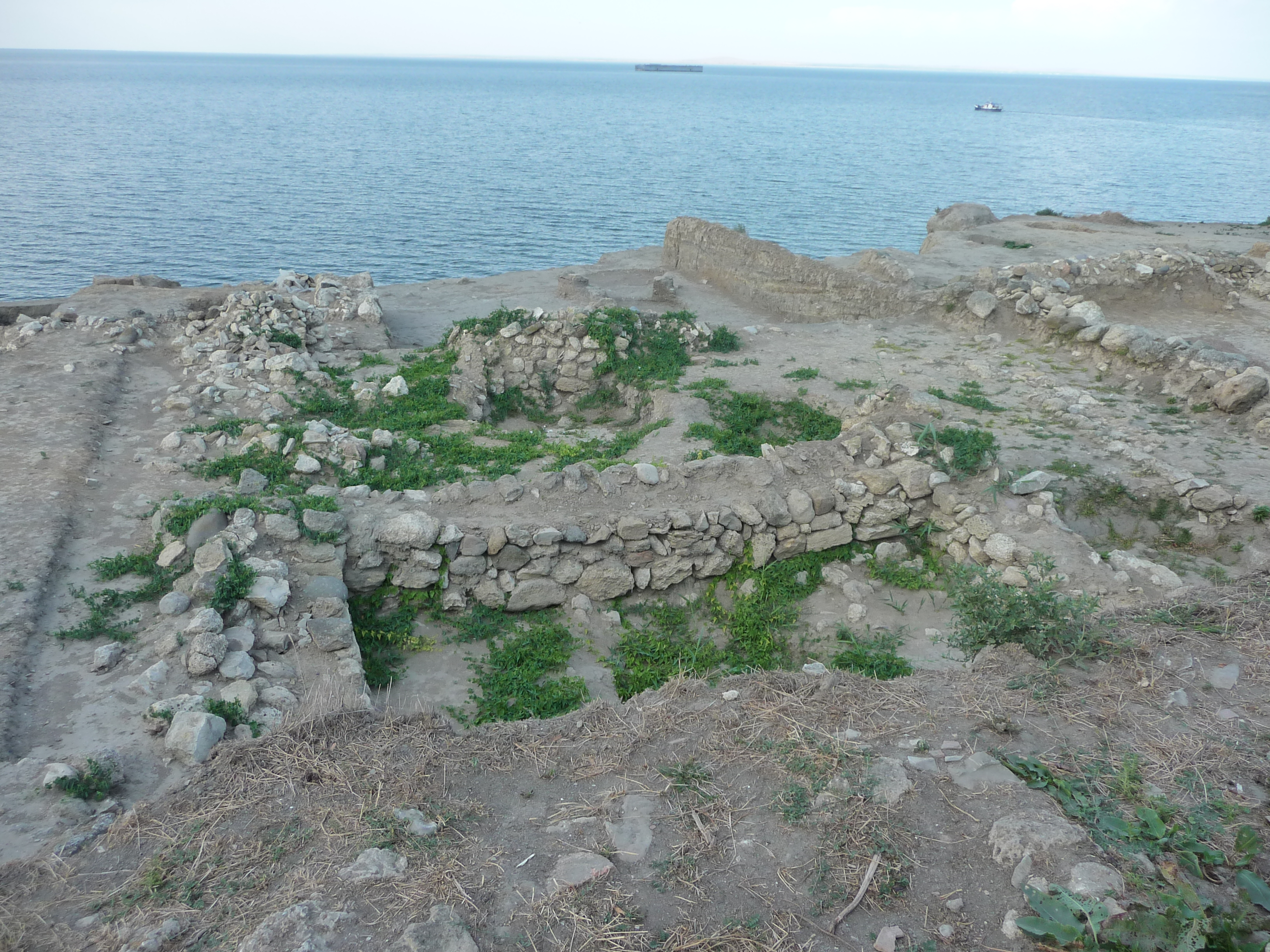
Залишки грецької Гермонасси

Виникло на місці колишньої грецької колонії Гермонасси (заснованої у 6 ст. до Р. Х.).
Найдавнішу згадку про Тмуторокань (назва Таматарха) подає список єпископств візантійського патріархату першої половини 8 ст.
У 9 ст. Таманський півострів належав хозарам.
Після розгрому хозарів 965 року князем Святославом Ігоровичем утворюється Тмутороканське князівство. Воно стає важливим торговим центром та посередником між Київською Русю та Візантією і Кавказом.
Вперше, як князівство, згадується в літописі під 988 роком, коли Володимир Великий передав його своєму синові Мстиславові. Після переможної війни з братом Ярославом Мудрим у 1024 Мстислав одержав разом з Чернігівським і Тмутороканське князівство. Це об'єднання тривало формально аж до кінця існування князівства. Приналежність до київської держави спричинила зміцнення руського елементу. Для Київської Русі Тмутороканське князівство було не лише міцним стратегічним пунктом, а й важливою торговою колонією та вікном на Близький Схід.
По смерті князя Мстислава (1036) Тмутороканське князівство опинилося у складі об'єднаної держави Ярослава Мудрого, а по його смерті (1054) перейшло до його сина, чернігівського князя Святослава, який посадив на Тмутороканський престол свого сина Гліба. 1064 Тмутороканське князівство захопив князь-вигнанець Ростислав Володимирович, онук Ярослава Мудрого, і правив ним з недовгою перервою до 1067, коли греки, боячись зростання князівства, отруїли Ростислава. До Тмуторокані повернувся Гліб Святославич, який правив тут у 1068. Пізніше дійшло до боротьби за Тмутороканське князівство між синами чернігівського князя Святослава Ярославича — Романом і Олегом та Всеволодом і Із'яславом Ярославичем, в яку втручалися половці, хозари і греки. 1079 Романа вбили половці, а його брат Олег потрапив у полон до хозарів, які його передали грекам. 1083 Олег повернувся і вдруге оволодів з допомогою грецького війська Тмутороканським князівством, але, здобувши 1094 батьківську спадщину Чернігів, вже не повернувся до Тмуторокані. Після 1094 Тмутороканське князівство не згадується. У зв'язку з міжусобною боротьбою князів за нього і посиленням тиску половців воно втратило зв'язок з іншими українськими землями.
Деякі історики[хто?] припускають, що Тмутороканське князівство існувало й надалі — спершу під зверхністю половців, пізніше Візантії — до 13 ст., коли його остаточно знищили татари.

## Князі

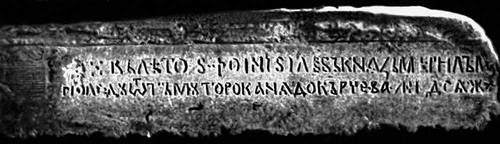
Тмутороканський камінь

- 988—1023: Мстислав Володимирович — син київського князя Володимира Святославича, брат Ярослава Мудрого[1].
- 1023—1033: Євстафій Мстиславич — син Мстислава, небіж Ярослава Мудрого[1].
- 1060—1064: Гліб Святославич — син київського князя Святослава Ярославича, онук Ярослава Мудрого.
- 1064—1066: Ростислав Володимирович — син Володимира Ярославича, онук Ярослава Мудрого[1].
- 1066—1069: Гліб Святославич — вдруге[1].
- 1070—1079: Роман Святославич — син київського князя Святослава Ярославича, онук Ярослава Мудрого, брат Гліба.
- 1079—1081: Всеволод Ярославич (номінально) — син Ярослава Мудрого, дядько Романа. Керував через посадника Ратибора[1].
- 1081—1083: Давид Ігорович, Володар Ростиславич[1].
- 1083—1094: Олег Святославич — «архонт Матрахи, Зіхії і всієї Хазарії»[2]

## Церква
Християнська церква Тмутороканського князівства відіграла значну роль у поширені православ'я на теренах України-Руси. Єпископство, що існувало з 8 ст. і підпорядковувалось митрополії в Доросі (Крим), у другій половині 10 ст. було піднесено до архієпископства і підпорядковувалось безпосередньо Константинопольскому патріархату.

## Критика ідентифікації Тмуторокані на Таманському півострові
1. Ідентифікація Тмуторокані на Таманському півострові базована тільки на двох постулатах: згадування літопису про накладання Тмутороканським князем Ростиславом данини на касогів та виявленні Тмутороканського каменя в Тамані.
2. Назва візантійського міста Та-Манарха має мало спільного з назвою міста Тмуторокань.
3. На Тамані не виявлено жодних слідів слов'янської присутності. Воно є типовим елінізованим містом Візантійської імперії.
4. Тмутороканський камінь з написом князя Гліба, який є фактично єдиним свідченням про місцезнаходження Тмуторокані саме в Тамані, у свій час був визнаний підробкою, фальсифікацією графа Мусіна-Пушкіна. Навіть Катерина ІІ не повірила цій підробці і наказала повернути камінь назад в Тамань. Лише пізніше, коли Російській імперії стало вигідно ідентифікувати північний Кавказ як споконвічно російські землі, Тмутороканський камінь був поміщений в Ермітаж.
5. В літописах неодноразово розповідається про те, що Тмуторокань належала Чернігівському князівству. Князі та їх сини постійно пересуваються між Черніговом та Тмутороканню так, ніби вони знаходяться порівняно недалеко один від одного.
6. У «Списку руських міст далеких та близьких» місто Тмуторокань належить до київських міст, розташованих на річці Десна[3].
7. Етимологія літописної назви міста Тмуторокань, ймовірно пов'язана з іменем невідомого половецького хана. В іншій частині літопису розповідається, як руси йдуть походом на половецьке місто Шарукань, яке бере свою назву від імені половецького хана Шарукана. У випадку з Тмутороканню простежується подібна аналогія.

### Монографії і статті
- Насонов А. Тмуторокань в истории Восточной Европы X века. Исторические записки, выпуск 6, 1940;
- Stokes A. Tmutarakan. Slavonic and East European Review, t. 38, Лондон 1960;
- Litavrin G. A propos de Tmutorokan. Byzantion ч: 35, 1965; Чубатий М. Історія християнства на Руси-Україні, т. І, Рим 1965;
- Swoboda W. Tmutorokan. Slownik starozytności słowiańskich, т. 6. Вроцлав — В. 1977.
- Стаття Володимира Шовкуна «Про те, як „знайшлося“ Тмутороканське князівство»
- ТМУТОРОКАНСЬКЕ КНЯЗІВСТВО. Дмитро Білий «Малиновий клин»
- Дмитро Білий. ТМУТОРОКАНСЬКЕ КНЯЗІВСТВО В ІСТОРІЇ КИЇВСЬКОЇ РУСІ. // Донецький вісник Наукового товариства ім. Шевченка. –Т. 37. — Донецьк: Український культурологічний центр, Східний видавничий дім, 2013. С. 6-10.
- Зеленский Ю. В. Тмутараканские князья: исторические портреты / Ю. В. Зеленский, А. В. Пьянков // Кубанский сборник: сборник научных статей по истории края. — Краснодар: ООО «Книга». — Т. 1 (22). — 2006.
- Рябчиков С.В. Что означают слова «до куръ Тмутороканя» в «Слове о полку Игореве»? // Ивановская И.И., Поснова М.В. (ред.) Sustainable Development Forum 2024. Сборник статей II Международной научно-практической конференции, состоявшейся 2 апреля 2024 г. в г. Петрозаводске. Петрозаводск: МЦНП «НОВАЯ НАУКА», 2024, с. 61-65.

### Довідники
- Котляр М. Ф. Тмутороканське князівство  // Енциклопедія історії України : у 10 т. / редкол.: В. А. Смолій (голова) та ін. ; Інститут історії України НАН України. — К. : Наукова думка, 2013. — Т. 10 : Т — Я. — С. 102. — ISBN 978-966-00-1359-9.
- Енциклопедія українознавства : Словникова частина : [в 11 т.] / Наукове товариство імені Шевченка ; гол. ред. проф., д-р Володимир Кубійович. — Париж — Нью-Йорк : Молоде життя, 1955—1995. — ISBN 5-7707-4049-3.

- Тмутороканське князівство // Юридична енциклопедія : [у 6 т.] / ред. кол.: Ю. С. Шемшученко (відп. ред.) [та ін.]. — К. : Українська енциклопедія ім. М. П. Бажана, 2004. — Т. 6 : Т — Я. — 768 с. — ISBN 966-7492-06-0.
- Надозівська Русь // Українська мала енциклопедія : 16 кн. : у 8 т. / проф. Є. Онацький. — Буенос-Айрес, 1961. — Т. 4, кн. VIII : Літери Ме — На. — С. 1067-1068. — 1000 екз.